# The Life of Pablo
The Life of Pablo – siódmy album studyjny amerykańskiego rapera Kanye Westa, wydany 14 lutego 2016 roku. Prace nad albumem rozpoczęły się już w 2010 roku, a w 2014 znany był pod tytułem So Help Me God. W późniejszym czasie album znany był pod roboczymi tytułami SWISH i Waves. Zawiera wspólne projekty z wieloma znanymi wokalistami oraz producentami muzycznymi, był również nagrywany w kilku studiach na świecie (min. we Włoszech, Meksyku, Toronto, Nowym Jorku i Los Angeles).
Album promują trzy single promocyjne: „Real Friends”, „No More Parties in LA” i „30 Hours”, wszystkie wydane za pośrednictwem portalu SoundCloud w ramach stworzonego w 2010 roku przez Westa GOOD Fridays. Premiera The Life of Pablo odbyła się 14 lutego 2016 roku (po kilku dniach opóźnienia) na portalu Tidal. Album otrzymał pozytywne recenzje od krytyków i fanów.
Po premierze The Life of Pablo, Kanye West kilkukrotnie „aktualizował” album, dopracowując go, zmieniając nieco kompozycję utworów lub całkowicie zmieniając wokale. W swym „nowszym” wydaniu album pojawił się na kilku innych portalach streamingowych, min. na SoundCloud. Potwierdził również, że The Life of Pablo nigdy nie zostanie wydany w formacie CD ani w sklepie iTunes.
Nagrania w Polsce uzyskały certyfikat platynowej płyty.

## Produkcja
Kanye West rozpoczął prace nad albumem w 2013 roku, kiedy zaprezentował tytuł So Help Me God. W latach 2014–2015 wydał trzy single promujące album: „Only One”, „All Day” i „FourFiveSeconds”, z których ostatecznie żaden nie pojawił się na płycie. W lutym 2015 w specjalnym wydaniu programu Saturday Night Live zaśpiewał nowy utwór „Wolves” z gościnnym udziałem Sii i Vica Mensy, który znalazł się na The Life of Pablo, jednak już bez partii wokalnych owych artystów.
W maju 2015 tytuł albumu został zmieniony na SWISH. W styczniu 2016 tytuł został po raz trzeci zmieniony, tym razem na Waves, czym doprowadził do kłótni z raperem Wiz Khalifą. 10 lutego wyjawił ostateczny, oficjalny tytuł albumu, a następnego dnia przedstawił jego okładkę. Kilka nowych utworów West zaprezentował na swoim evencie Yeezy Season 3.
The Life of Pablo miał zostać wydany 12 lutego 2016, jednak premierę opóźniono o dwa dni z powodu rapera Chance the Rapper, który chciał, aby West dodał utwór Waves do albumu.
Większość piosenek została nagrana w latach 2013–2016, z wyjątkiem utworu „No More Parties in LA”, który był nagrywany w 2010 roku podczas sesji nagraniowych do albumu My Beautiful Dark Twisted Fantasy. Nagrania miały miejsce w domu w Meksyku, gdzie z Westem nagrywał Paul McCartney.

## Lista utworów
1. „Ultralight Beam” (feat. Chance the Rapper, Kirk Franklin, The-Dream & Kelly Price) – 5:20
2. „Father Stretch My Hands Pt. 1" (feat. Kid Cudi) – 2:15
3. „Pt. 2" (feat. Desiigner & Caroline Shaw) – 2:09
4. „Famous” (feat. Rihanna & Swizz Beatz) – 3:14
5. „Feedback” – 2:35
6. „Low Lights” – 2:11
7. „Highlights” (feat. Young Thug & The-Dream) – 3:19
8. „Freestyle 4" (feat. Desiigner) – 2:02
9. „I Love Kanye” – 0:44
10. „Waves” (feat. Chris Brown) – 3:01
11. „FML” (feat. The Weeknd) – 3:56
12. „Real Friends” (feat. Ty Dolla $ign) – 4:11
13. „Wolves” (feat. Caroline Shaw, Vic Mensa & Sia) – 4:52
14. „Frank’s Track” – (feat. Frank Ocean) – 0:37
15. „Silver Surfer Intermission” – 0:56
16. „30 Hours” – 5:25
17. „No More Parties in LA” (feat. Kendrick Lamar) – 6:14
18. „FACTS” (Charlie Heat Version) – 3:19
19. „Fade” (feat. Post Malone & Ty Dolla $ign) – 3:14
20. „Saint Pablo” (feat. Sampha) – 6:01